# Petersberg, Huskvarna
Petersberg, eller Pettersberg'k, är en stadsdel i Huskvarna i Jönköpings kommun, söder om Huskvarna centrum. Förbi området går Hakarpsvägen.